# Карол II
Вижте пояснителната страница за други личности с името Карол.
Карол II (на румънски: Carol al II-lea al României) е крал на Румъния от 8 юни 1930 до 6 септември 1940 година.

## Биография
Карол Втори е роден на 15 октомври 1893 г. в замъка Пелеш, близо до румънския град Синая. Той е най-възрастният син на румънския крал Фердинанд I и на британската принцеса Мария Единбургска. По майчина линия Карол II е правнук на британската кралица Виктория и на руския император Александър II.
През 1914 г. Карол получава място в горната камара на румънския парламент, което му е гарантирано от приетата през 1863 г. конституция на страната. Вместо с лидерските си умения, остава известен с несполуките в личния си живот, тъй като се жени три пъти. Първият му брак е с Йоана-Мария Ламбрино – дъщеря на румънски генерал, за която Карол се жени през август 1918 г. в Одеса. От нея Карол има един син – Мирча Грего Карол Ламбрино. Тъй като е сключен против действащите тогава закони и без позволението на румънския парламент, този брак е анулиран с решение на румънски съд от 1919 г., а всички наследници на Карол и Йоана-Мария са лишени от каквито и да е наследствени права върху румънската корона.
През 1921 г. Карол II се жени за гръцката принцеса Елена. Двойката има един син – Михай, роден през 1921 г. И този брак скоро се проваля – през 1925 г. Карол II започва скандална връзка с Магда Лупеску, разведена, дъщеря на евреин и католичка. За да бъде с любовницата си, на 28 декември 1926 г. Карол официално се отрича от правото си да наследи румънската корона, в полза на сина си Михай, и напуска страната заедно с Магда Лупеску. През 1928 г. той официално се развежда с втората си съпруга Елена.
Малолетният син на Карол и Елена се възкачва на румънския престол през 1927 г. От негово име започва да управлява регентство, начело на което застава принц Николае – по-малкият брат на Карол. Регентството обаче се оказва неспособно да контролира политическите процеси в страната, която изпада в политическа криза след смъртта на Йон Братиану – глава на клана Братиану и лидер на управляващата Националлиберална партия. През 1928 г. либералното правителство е заменено с коалиционно правителство, начело с Юлиу Маниу. Върху новото правителство започва силен натиск от страна на привържениците на Карол (в това число брат му Николае и голяма част от военните) за неговото връщане и поставяне на румънския престол.
Карол се завръща в Румъния на 6 юни 1930 г. Същия ден той се отмята от направеното през 1926 г. отричане от престола и с решение на парламента от 7 юни 1930 г. е обявен за крал на Румъния със задна дата, считано от 1927 г.

## Управление
По време на управлението на Карол II (1930 – 1940) корупцията и политическите интриги в Румъния взимат застрашителни размери. Страната е засегната от икономическа криза и работничеки вълнения, а в същото време се наблюдава възход на фашистката идеология. Постепенно Карол II застава начело на политическите процеси, първоначално лавирайки между селските партии, либералите и антисемитските партии. През 1938 г. Карол II слага край на парламентарната демокрация в Румъния и се обявява за диктатор. В края на 30-те години обаче международната обстановка се развива в неблагоприятна за краля и Румъния посока – през 1939 г. избухва Втората световна война, в началото на която страната обявява неутралитет, а една година по-късно се случва и капитулацията на Франция, най-големият защитник на Версайската система, от която през изминалите две десетилетия облаги черпи и Румъния. Капитулацията на Франция оставя Румъния без влиятелен защитник, притисната между двама мощни външнополитически съперници – Съветския съюз и Третия райх. Под техния натиск страната е принудена да направи трудни териториални отстъпки спрямо Съветския съюз, България и Унгария.

## Абдикация и смърт
В тази обстановка личността на краля вече е неудобна за румънския политически елит. На 6 септември 1940 г. е извършен военен преврат, начело с генерал Антонеску. Военните принуждават Карол II да абдикира в полза на сина си и да напусне страната, в която се установява диктатурата на Антонеску.
След абдикацията Карол II и Магда Лупеску напускат Румъния и пристигат в неутрална Португалия, откъдето отплават за Мексико. Скоро Румъния се включва във войната на страната на Германия, което е използвано от Карол II, за да сформира свое румънско правителство в изгнание, за което търси признание дори от Сталин.
През 1944 г. Карол II и Магда Лупеску се установяват в Рио де Жанейро, Бразилия, където двамата сключват брак на 3 юни 1947 г.
Карол II никога повече не се завръща в Румъния, където след Втората световна война монархията е отменена. Той не вижда повече сина си Михай I, който след като е прогонен от Румъния, отказва да се срещне с баща си в чужбина.
Карол II умира от сърдечен удар в Ещорил, Португалия, на 4 април 1953 г. Погребан е в манастира Сао Висенте де Флора в Лисабон. През 2003 г. останките му, както и тези на последната му съпруга, са пренесени в Румъния и са положени в катедралата в Куртя де Арджеш.